# Forbund for Frihed og Uafhængighed
Forbund for Frihed og Uafhængighed (polsk: Konfederacja Wolność i Niepodległość) er en polsk, politisk koalition bestående af partierne KORWiN, National Bevægelse, Forbund for den Polske Krone, De Kørendes Parti og Unionen af Kristne Familier.
Koalitionen blev oprindeligt oprettet mellem KORWiN og National Bevægelse inden Europa-Parlamentsvalget i 2019.